# كيد إيكاروس: أبرايزنغ
كيد إيكاروس: أبرايزنغ (بالإنجليزية: Kid Icarus: Uprising)‏ (باليابانية: 新・光神話 パルテナの鏡) هي لعبة فيديو من تصويب منظور الشخص الثالث تم إنتاجها في سنة 2012، وقد تم تطويرها من قبل شركة بروجكت سورا وتوزيع شركة نينتندو لأجهزة نينتندو 3دي إس، تعتبر ثالث لعبة من سلسلة ألعاب كيد إيكاروس.

## وصلات خارجية
- كيد إيكاروس: أبرايسنغ على موقع IMDb (الإنجليزية)

- الموقع الرسمي